# Цзинь Пэйюй
Цзинь Пэйюй (кит. упр. 金 佩钰, пиньинь Jin Peiyu, род. 17 апреля 1985 года) — китайская спортсменка, конькобежец, участница зимних Олимпийских игр 2010 года. Многократная призёр чемпионата Китая. Выступала за команду Народно-освободительной армии Китая.(НОА)

## Биография
Цзинь Пэйюй начала кататься на коньках ещё в детском саду физкультуры в возрасте 6-лет, но сначала занималась фигурным катанием. Вскоре она случайно встретила тренера Ван Юйцзюаня, который предложил ей уйти из фигурного катания, так как она была высокая для этого вида спорта. Но сначала Цзинь не очень хотела тренироваться. После окончания начальной школы к ней снова пришел тренер Ван и подарил пару коньков. 
Тогда в возрасте 12-ти лет Цзинь Пэйюй ещё играла в баскетбол и занялась конькобежным спортом после поступления в спортивную школу средней школы в возрасте 13 лет, когда была выбрана тренером по конькобежному спорту Лян Линьхуа. Однако через год тренер Лян перешла для преподавания в профессиональную команду и Цзинь осталась одна. Вскоре у неё появились проблемы с желудком и поджелудочной железой и она год не тренировалась. После возвращения в команду она сильно отстала от своих коллег и подумывала об уходе из спорта, но Лян Линьхуа уговорила её продолжать тренировки.
В сезоне 2003/04 Цзинь стала участвовать в чемпионате Китая, а в сезоне 2005/06 отправилась тренироваться в Канаду и дебютировала на Кубке мира. Её прогресс был потрясающим. В сезоне 2007/08 она стала 2-й в беге на 1000 м на чемпионате Азии и попала в первую шестёрку на чемпионате Китая на отдельных дистанциях. Через год выиграла чемпионат Китая в спринте и впервые трижды поднялась на подиум Кубке мира, а также заняла 5-е место на спринтерском чемпионате мира в Москве.
На 24-х Всемирных зимних студенческих играх в Харбине она неожиданно для всех выиграла дистанцию 1000 м.
В том же году стала 10-й на 500 м и 6-й на 1000 м на чемпионате мира по отдельным дистанциям в Ванкувере. В январе 2010 года на чемпионате мира в Обихиро Цзинь заняла 7-е место в спринтерском многоборье, а в феврале на Олимпийских играх в Ванкувере на дистанции 500 м заняла 8-е место и на 1000 метров заняла 18-е место. 
В 2011 году выиграла чемпионат Китая в спринте и дважды была 2-й на дистанциях 500 и 1000 м, на чемпионат мира по спринтерскому многоборью заняла 14-е место. В 2013 году Цзинь выиграла бронзовую медаль в забеге на 500 м на чемпионате Китая, а в декабре на олимпийском отборе заняла только 29-е место на дистанции 500 м и прошла квалификацию. В том же году завершила карьеру спортсменки. 

## Личная жизнь
Цзинь Пэйюй любит вышивать крестиком в свободное время.